# Palais de Brühl
Pour les articles homonymes, voir Brühl.
Ne doit pas être confondu avec Palais Brühl-Marcolini.
Le palais de Brühl, aussi connu sous le nom de palais Sandomierski, était un château situé sur la place Piłsudski à Varsovie en Pologne. Il était l'un des plus grands palais de Varsovie, et l'un des plus emblématiques du style rococo de l'entre-deux guerres. Il a été détruit en 1944.

## Architecture
Le palais est construit entre 1639 et 1642 par Lorenzo de Sent pour le grand chancelier de Pologne Jerzy Ossoliński dans le style maniériste. Il est reconstruit entre 1681 et 1697 par Tylman van Gameren. C'est un rectangle avec deux tours hexagonales de chaque côté du bâtiment . Le palais était orné de sculptures - une allégorie de la Pologne au-dessus du portail principal, quatre statues de rois de Pologne dans les niches et une statue de Minerve située le toit. Une inspiration possible pour le pavillon supérieur et son toit caractéristique est la reconstruction du Belvédère de Prague par Bonifaz Helmut entre 1557 et 1563.
Il est acheté par Heinrich von Brühl en 1750, et modifié par Johann Friedrich Knöbel et Joachim Daniel von Jauch entre 1754 et 1759. Les deux dépendances ont été construites à cette époque, et associées au palais.
À la fin du XVIIIe siècle, Dominik Merlini donna à l'intérieur un aspect néoclassique.
Entre 1932 et 1937, le palais fut adapté pour le ministère des Affaires étrangères de la nouvelle république polonaise. L'architecte de l'époque fut Bohdan Pniewski, qui ajouta un bâtiment contemporain et modernisa les intérieurs de tous les bâtiments du complexe.
Le 18 décembre 1944, il fut entièrement détruit par les Nazis, peu après le soulèvement de Varsovie,.
Jusqu'en 2008, l'emplacement du palais était situé sur le monument dédié à Stefan Starzyński. La statue avait un piédestal fait d'un fragment du palais. Les autorités municipales de Varsovie ont récemment décidé de reconstruire le palais de Brühl. Le nouveau bâtiment aura une référence à sa structure historique, mais un nouvel investisseur privé pourrait adapter les intérieurs pour les besoins d'un bureau ou d'un hôtel. La Banque nationale de Pologne a récemment montré beaucoup d'intérêt pour utiliser le bâtiment comme siège à Varsovie.
| |  |  |
| A gauche : Modèle de reconstruction par Tylman Gamerski. A droite : Ministère des Affaires étrangères, années 1930. |  |  |

## Histoire
Le 27 mai 1787, le palais a joué un rôle-clé dans un coup politique mené par l'ambassadeur russe en Pologne, Otto Magnus von Stackelberg. Ayant bénéficié d'une situation géopolitique stable dans les dernières années, l'économie de la république des Deux Nations s'était améliorée et son budget connaissait un excédent notable. De nombreuses voix appelant à une augmentation des effectifs pour l'armée se firent entendre, avec la fourniture de nouveaux équipements. Une importante armée polonaise menaçant directement les garnisons russes basées en Pologne, von Stackelberg ordonna à ses relais au Conseil permanent de consacrer l'argent à un autre but : pour un million de złotys (la totalité de l'excédent), le Conseil acheta le palais de Brühl puis le donna prestement à la Russie tsariste qui fit du bâtiment sa nouvelle ambassade.

## Galerie

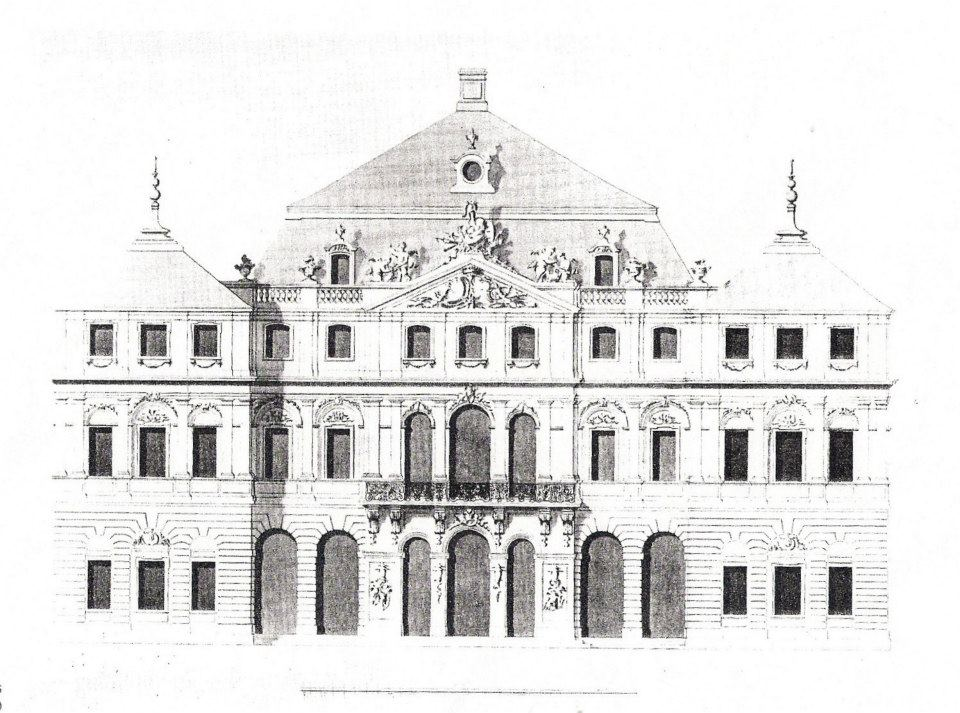
Façade du palais vers la seconde moitié du XVIIIe siècle
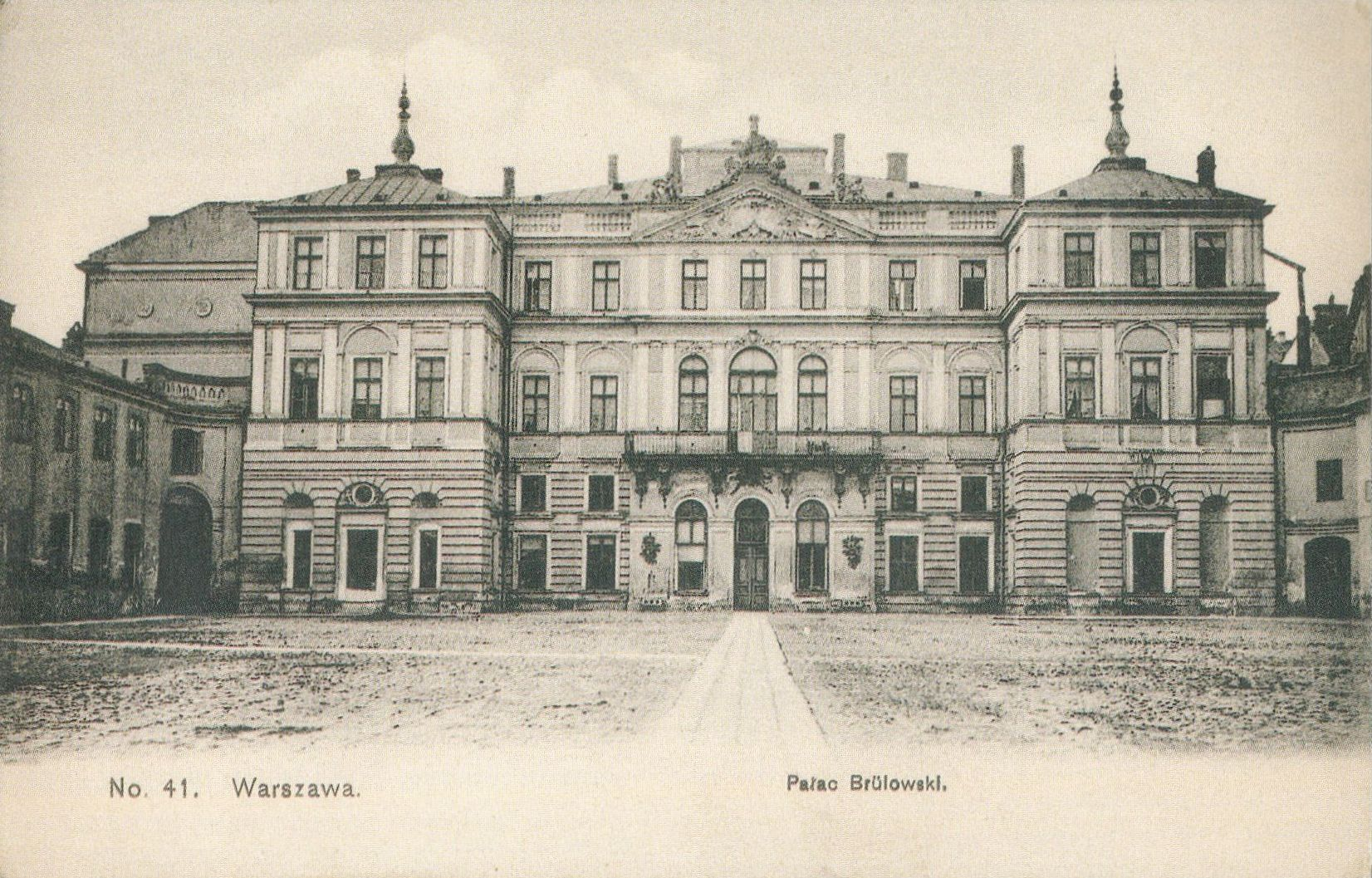
Palais de Brühl vers 1908
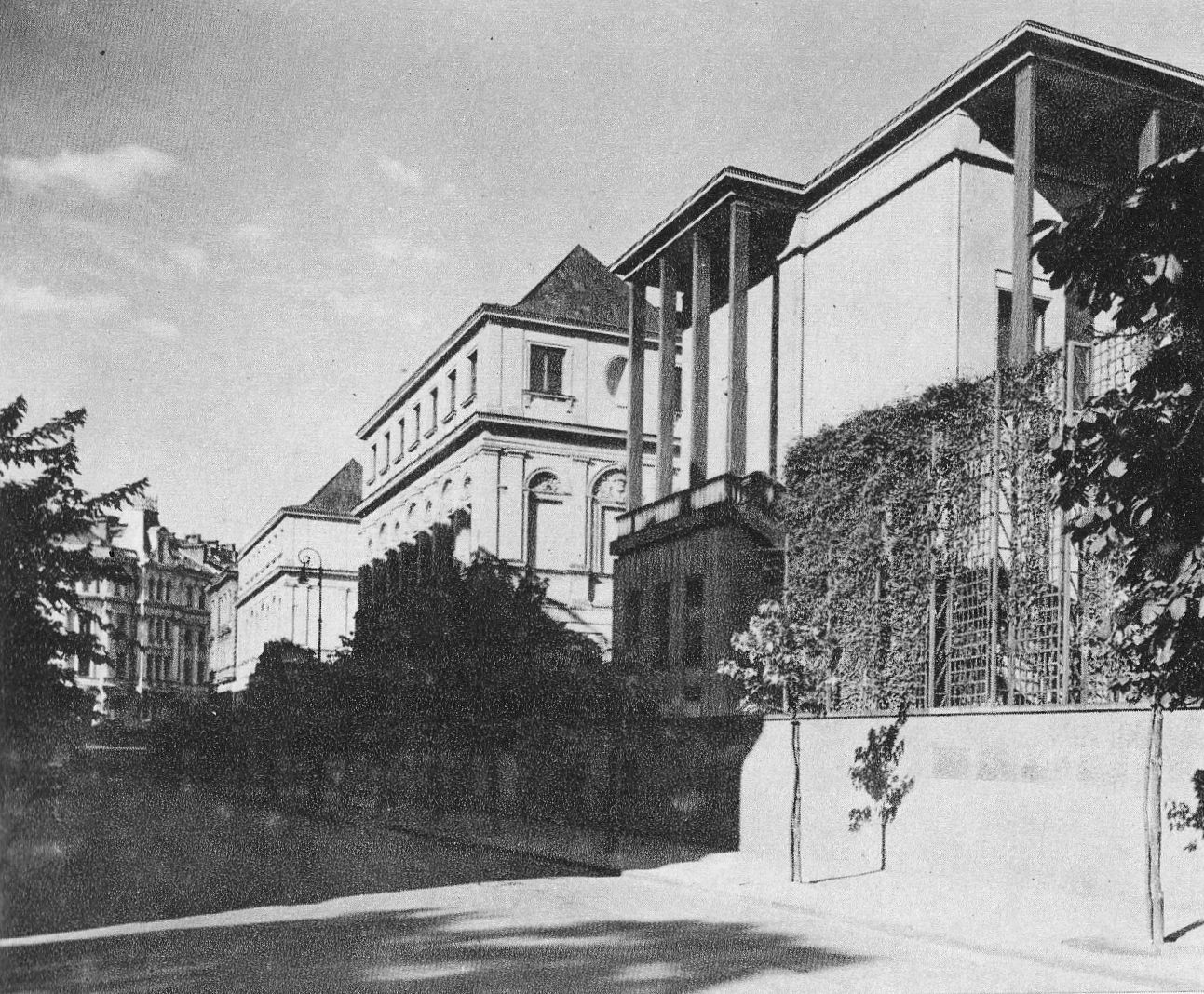
Façade arrière du palais (de la rue Aleksandra Fredry), widoczne nowe skrzydło zaprojektowane przez Bohdana Pniewskiego
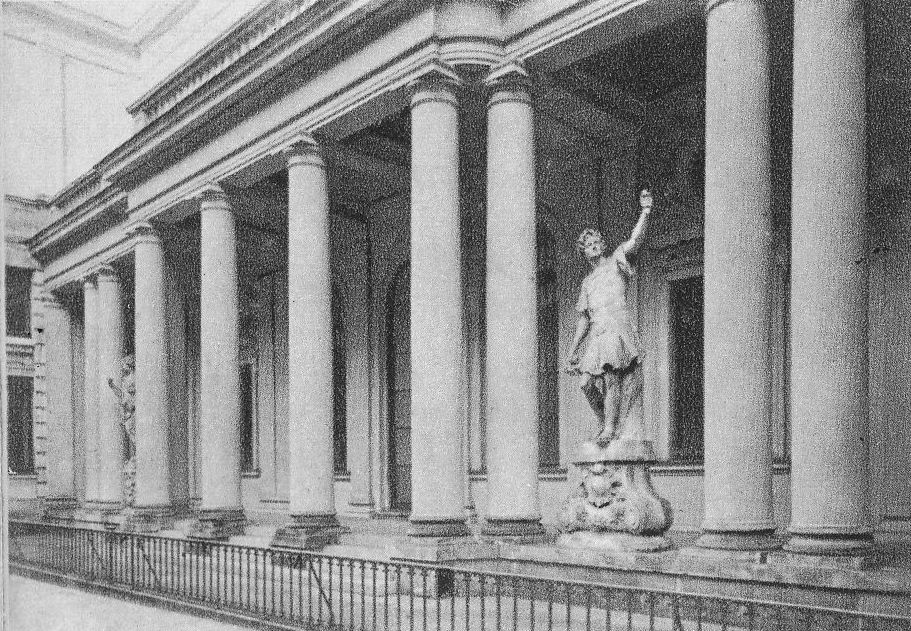
Colonnade du palais
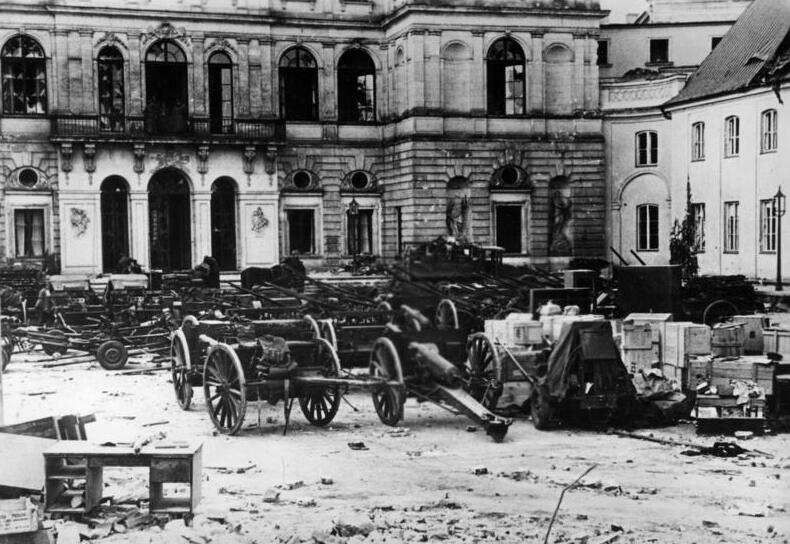
Palais de Brühl en octobre 1939
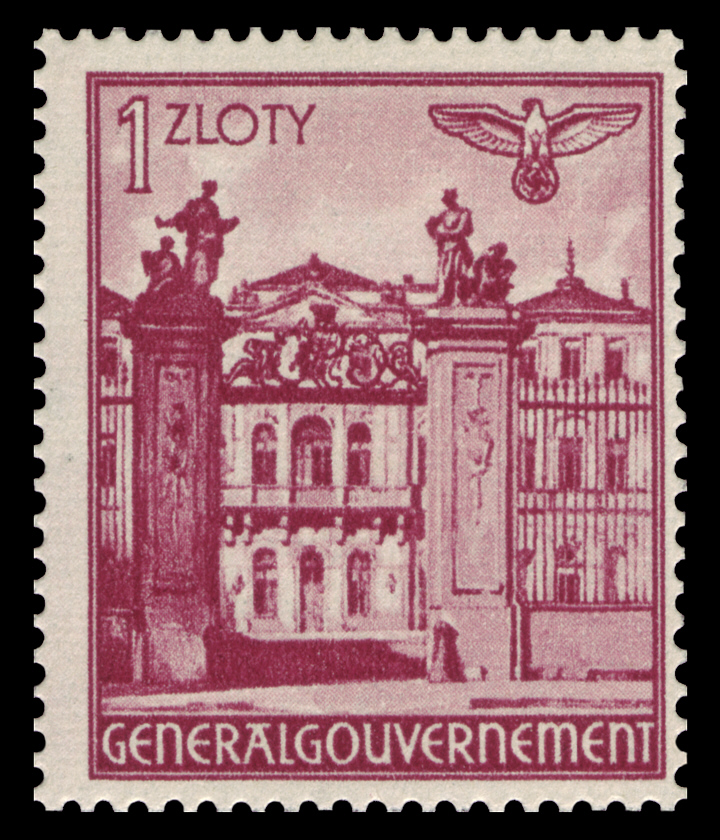
Palais de Brühl sur un timbre postal du Gouvernement général de Pologne
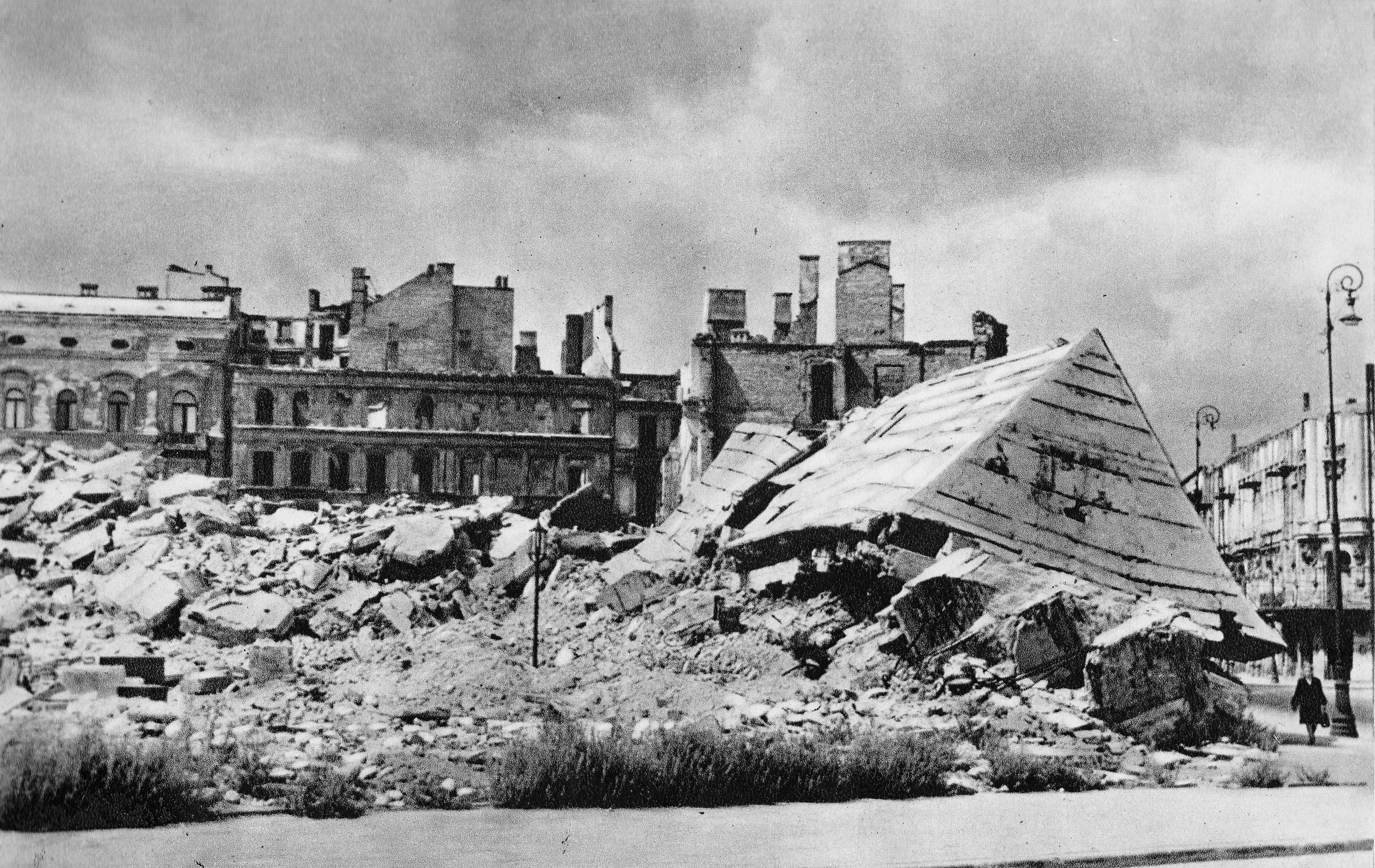
Ruines du palais après la guerre
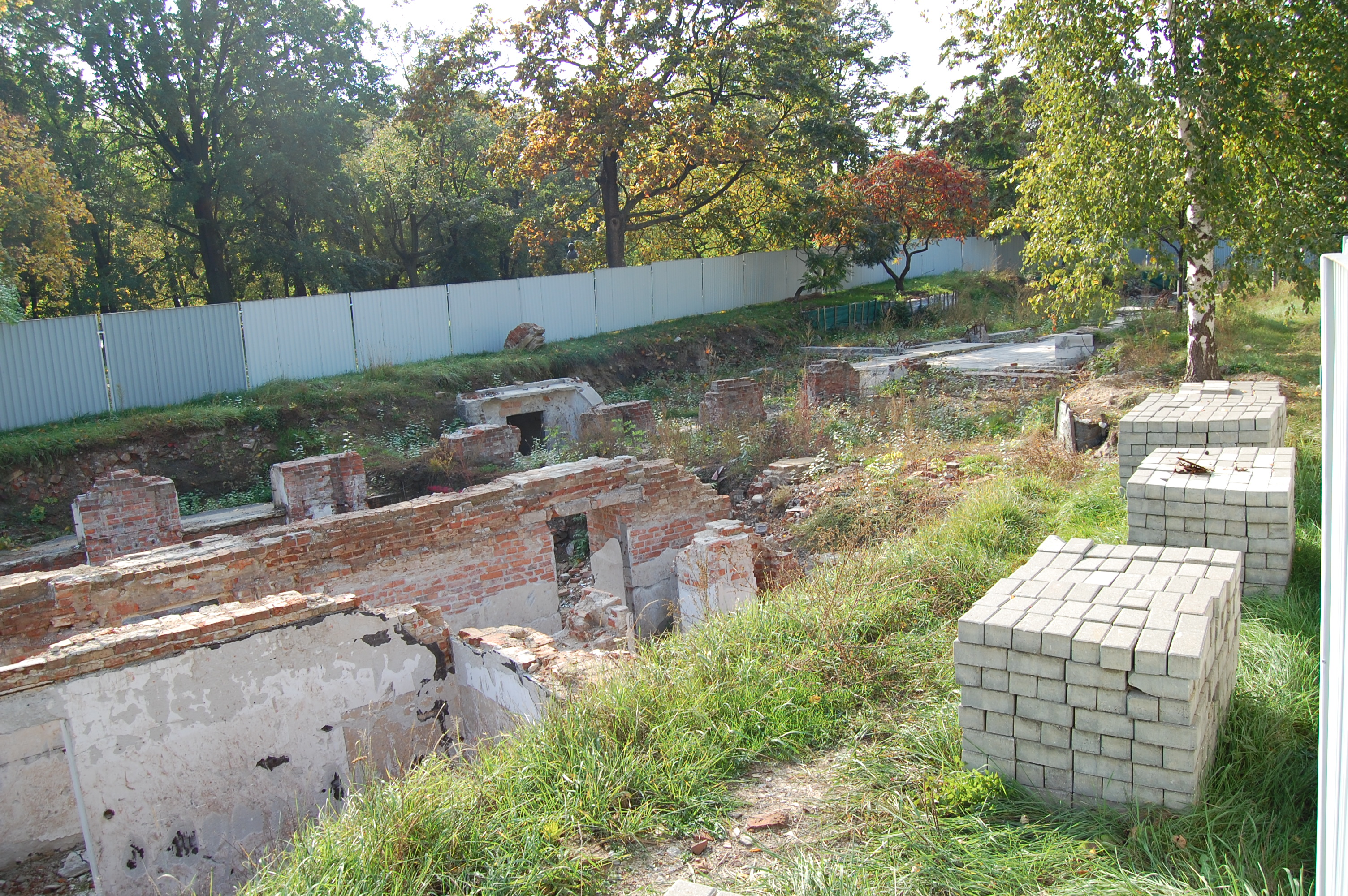
Découverte des fondations du palais (octobre 2007)